# Estadio Monclova
Das Estadio Monclova ist ein Baseballstadion in Monclova im mexikanischen Bundesstaat Coahuila, mit einer Kapazität von 11.000 Zuschauern.

## Nutzung
Das Estadio Monclova wird hauptsächlich für Baseballspiele genutzt. Das professionelle Baseballteam Acereros de Monclova aus der Liga Mexicana de Béisbol, trägt seine Heimspiele seit 1975 im Stadion aus (bis 1979 unter dem Namen Mineros de Coahuila ). Das Stadion wurde am 16. März 1975 mit einem Spiel der Acereros gegen die in der Zwischenzeit aufgelösten Alijadores de Tampico eröffnet. Das Stadion gilt als eines der besten in den Minor Leagues. Eine grundlegende Modernisierung des Stadions fand zuletzt 1996 unter Anleitung des Architekten Donaciano Garza Gutiérrez statt.